# ساب للسيارات
شركة ساب للسيارات هي شركة سويدية لصناعة السيارات تملكها الشركة السويدية للسيارات أنتجت ساب في عام 2008 مامجموعة 90,281 سيارة في مصانعها في السويد والمكسيك  في 13 يونيو 2012 اعلنت شركة ساب للسيارات افلاسها بعد ان فشلت الشركة في اتمام صفقة بيعها الي احدي الشركات الصينية بعد ان اعترضت شركة جنرال موتور علي الصفقة بحجة عدم نقل التكنلوجيا وحقوق الإنتاج للخارج

## تاريخ الشركة

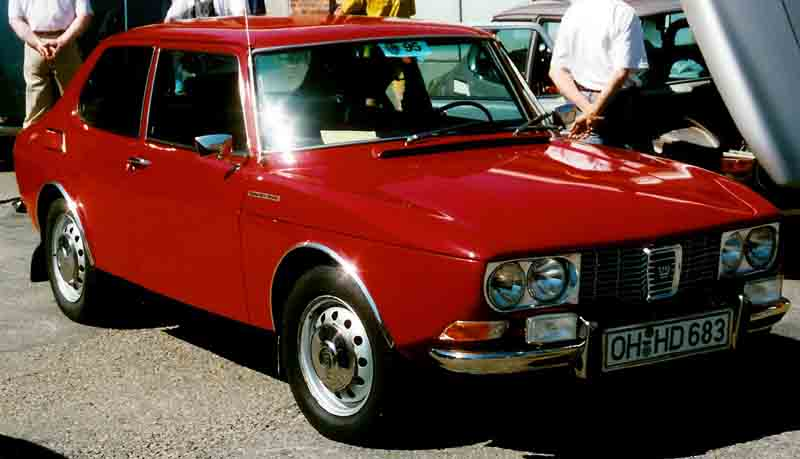
ساب99

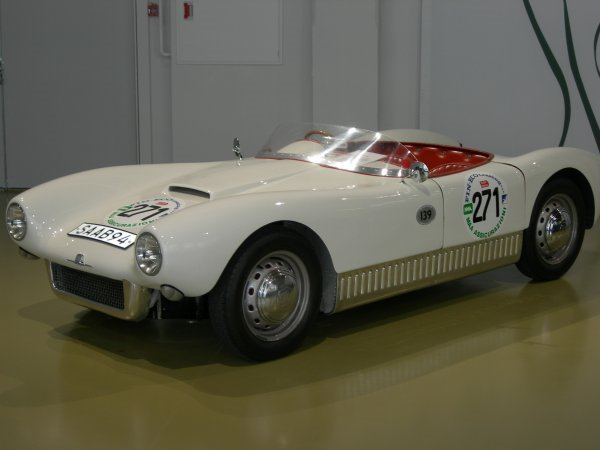
ساب 94

أنشئت الشركة في عام 1937 لغرض محدد هو بناء طائرة للقوات الجوية السويدية.
مع اقتراب الحرب العالمية الثانية من نهايتها، بدأت الشركة البحث عن أسواق جديدة للتوسع فيها.
وفي عام 1944، بدأت الشركة في التوسع وإنتاج أول سيارة ركاب. وبعد خمس سنوات بدأ إنتاج هذه السيارة. وفي كانون الأول / ديسمبر 1989 أعلنت شركة جنرال موتورز انها اشترت 50 ٪ من اسهم ساب على انها تمتلك في السنة 600 مليون دولار مع خيار الحصول على بقية الأسهم. في غضون عقد من الزمن وبالرغم من ذلك، واصلت الخسائر وأغلق المصنع في عام 1991. وفي 26 يناير 2010 أعلنت شركة جنرال موتورز والشركة السويدية للسيارات اتمام صفقة بيع العلامة التجارية ساب إلى الشركة السويدية.
اعلنت شركة سويديش أوتوموبيل الهولندية المالكة لشركة ساب السويدية للسيارات أن شركة ساب تقدمت بطلب يوم 20 ديسمبر 2011 لإشهار إفلاسها، قال مجلس إدارة الشركة الهولندية إن مجموعة يانجمان الصينية أعلنت أنها ستسحب خططها للاستثمار في ساب وأن إشهار الإفلاس يحقق أفضل مصالح لدائنيها، وكان العنصر الحاسم في قرار يانجمان مطلع ذلك الأسبوع هو ما أعلنته شركة جنرال موتورز الأمريكية للسيارات المالك السابق لساب أنها لن تسمح بأن يتم بيع تكنولوجياتها المستخدمة في ساب إلى مستثمرين صينيين.

## ابتكارات
- 1958 : GT 750 هي أول سيارة مزودة الرأس بشكل قياسي.
- 1963 : ساب تصبح أول صانع لحجم العرض انحرافي - الانقسام المزدوج الفرامل الدوائر.
- 1969 : ساب يخلق نظام الاشتعال بالقرب من علبة التروس، وبدلا من وراء المقود على غرار معظم السيارات.
- 1970 : ساب يدخل 'العالم الحادية' -- headlamp ممسحات وغسيل.
- 1971 : الصاخب عرض المقاعد الأمامية، وهي المرة الأولى في العالم، كما أنها مزودة القياسية.
- 1971 : ساب يتطور امتصاص أثر، إصلاح الذات الوفير.
- 1976 : ساب هو أول مصنع لإنتاج المحركات التوربينية مع تعزيز السيطرة على wastegate.
- 1978 : ساب يعرض آخر 'على الصعيد العالمي أولا،' مقصورة الركاب فلتر الهواء (الفلتر اللقاح).
- 1980 : ساب يدخل التلقائي مراقبة الأداء (آسيا والمحيط الهادئ)، ومضاد للطرق الاستشعار التي سمحت أعلى الاقتصاد في استهلاك الوقود واستخدام وقود أقل رتبة من دون محرك الضرر.
- 1981 : ساب يدخل ثنائية الجانب الميداني المرآة. هذا يقلل من السائقين العمياء.
- 1982 : ساب يدخل الاسبستوس خالية من منصات الفرامل.
- 1983 : ساب يعرض 16 -- صمام محرك turbocharged
- 1985 : رواد ساب الإشعال المباشر، والقضاء موزع وولاعة الأسلاك.
- 1991 : ساب يدخل 'الضغط الخفيف' التوربينية.
- 1991 : ساب هي أول مصنع لتقديم سلع الأساسية خالية من أجهزة تكييف الهواء.
- 1991 : ساب تطورها 'Trionic' نظام إدارة المحرك، مجهزة 32 بت المعالج الصغير.
- 1993 : ساب يدخل 'Sensonic مخلب [' و'بلاك الفريق'، في وقت لاحق أن يسمى 'الفريق الليلي '.
- 1993 : ساب تطور 'Safeseat' نظام حماية الركاب الخلفية.
- 1994 : ساب تدخل 'Trionic T5.5' نظام إدارة المحرك، ويعد معالج موتورولا 68332.
- 1995 : ساب تقدم بصورة غير متماثلة turbocharged V6 في معرض السيارات في [فرانكفورت]، ألمانيا.
- 1996 : ساب تدخل الرأس النشطة القيود (سحر)، والتي تساعد على تقليل خطر الإصابة.
- 1997 : ساب تدخل الإلكتروني لتوزيع قوة الفرامل
- 1997 : ساب تناسب تهوية المقاعد الأمامية الجديدة 9-5.
- 1997 : ساب تدخل ComSense ؛ تنبيه التأخير سمة يقلل من خطر تشتيت جيزة تأجيل أولوية أدنى تنبيهات عند الفرامل أو مؤشرات تفعيلها
- 2000 : ساب يدخل ضغط متغير، وهو المحرك الذي ضغط النسبة باختلاف تميل رئيس الاسطوانة بالنسبة لبيستونز.
- 2002 : وضع ساب ReAxs نظام هش ويقدم ملاحظات توجيهية، ويسهم في دفع وتعزيز الاستقرار في منحنيات
- 2003 : ساب تدخل CargoSET ؛ الآلي التخزين إضافة إلى التراجع عن تحويل، خطوتين tonneau عمل لينة أعلى سرعة الانتشار
- 2008 : ساب تدخل عبر عجلة القيادة، متقدمة على الإطلاق مع نظام دفع رباعي eLSD.

## الإفلاس
في أبريل 2012 توقفت شركة ساب عن إنتاج السيارات بعد ان توقفت شركات قطع غيار السيارات عن تزويدها بسبب عدم دفع المقابل.

## مصدر
1. ↑  "Saab Data Sheet". Saab Automobile AB. مؤرشف من الأصل في 2012-05-25. اطلع عليه بتاريخ 2010-08-31.
2. ↑  "Factbox - Key facts about Saab". Reuters. 19 مايو 2009. مؤرشف من الأصل في 2009-05-22. اطلع عليه بتاريخ 2009-05-19.
3. 1 2  "Bokslut & Nyckeltal - SAAB Automobile Aktiebolag". Allabolag. مؤرشف من الأصل في 2019-05-02. اطلع عليه بتاريخ 2010-08-13.
4. ↑  "WORLD MOTOR VEHICLE PRODUCTION" (PDF). oica.net. مؤرشف من الأصل (PDF) في 2018-09-20. اطلع عليه بتاريخ 2009-12-19.
5. ↑  "Saab Company Snapshot 2009". saabsunited.com. مؤرشف من الأصل في 2019-04-11. اطلع عليه بتاريخ 2009-12-19.
6. ↑  
شركه ساب للسيارات تعلن افلاسها  نسخة محفوظة 12 يناير 2020 على موقع واي باك مشين.

لا توجد روابط لمواقع التواصل الاجتماعي.